# Biharia (gmina)
Biharia – gmina w Rumunii, w okręgu Bihor. Obejmuje miejscowości Biharia i Cauaceu. W 2011 roku liczyła 4205 mieszkańców.